# Sjtjomyslitsa
Sjtjomyslitsa är en agropolis i Belarus. Den ligger i voblasten Minsks voblast, i den centrala delen av landet, 12 km sydväst om huvudstaden Minsk. Sjtjomyslitsa ligger 242 meter över havet och antalet invånare är 1 822.

## Natur
Terrängen runt Sjtjomyslitsa är platt. Trakten är tätbefolkad. Närmaste större samhälle är Mіnsk, 11,5 km nordost om Sjtjomyslitsa.